# Cajamarca (kommun)
Cajamarca är en kommun i Colombia.   Den ligger i departementet Tolima, i den centrala delen av landet, 160 km väster om huvudstaden Bogotá. Antalet invånare är 19 789. Arean är 520 kvadratkilometer.
Terrängen i Cajamarca är mycket bergig.